# Ivan Litvinovich
Ivan Uladzimiravich Litvinovich (en bielorruso: Іван Уладзіміравіч Літвіновіч; Vileika, 26 de junio de 2001) es un deportista bielorruso que compite en gimnasia en la modalidad de trampolín.
Participó en dos Juegos Olímpicos de Verano, obteniendo dos medallas de oro, en Tokio 2020 y en París 2024 (como Atleta Individual Neutral), ambas en la prueba individual.
Ganó tres medallas en el Campeonato Mundial de Gimnasia en Trampolín, en los años 2019 y 2021, y una medalla de oro en el Campeonato Europeo de Gimnasia en Trampolín de 2021.

## Palmarés internacional
| Juegos Olímpicos   | Juegos Olímpicos  | Juegos Olímpicos | Juegos Olímpicos |
| Año                | Lugar             | Medalla          | Prueba           |
| ------------------ | ----------------- | ---------------- | ---------------- |
| 2020               | Tokio (Japón)     | Medalla de oro   | Individual       |
| 2024               | París (Francia)   | Medalla de oro   | Individual       |
| Campeonato Mundial |                   |                  |                  |
| Año                | Lugar             | Medalla          | Prueba           |
| 2019               | Tokio (Japón)     | Medalla de oro   | Equipo           |
| 2019               | Tokio (Japón)     | Medalla de plata | Individual       |
| 2021               | Bakú (Azerbaiyán) | Medalla de oro   | Equipo           |
| Campeonato Europeo |                   |                  |                  |
| Año                | Lugar             | Medalla          | Prueba           |
| 2021               | Sochi (Rusia)     | Medalla de oro   | Equipo           |